# Meike Sophia Baader
Meike Sophia Baader (geb. 1959) ist eine deutsche Erziehungswissenschaftlerin.

## Leben
Nach dem Abitur im Jahr 1978 studierte Meike Sophia Baader die Fächer Germanistik und Erziehungswissenschaft an der Universität Heidelberg. Das Studium beendete sie 1985 mit dem Magisterexamen. Anschließend war sie bis 1994 als  Lehrbeauftragte an den Universitäten Heidelberg und Bremen sowie an der Fachhochschule für Sozialpädagogik in Frankfurt am Main tätig. Meike Sophia Baader wurde 1994 an der Universität Heidelberg mit der erziehungswissenschaftlichen Dissertation Die romantische Idee des Kindes und der Kindheit promoviert.
Danach arbeitete sie von 1994 bis 1996 als wissenschaftliche Angestellte am Erziehungswissenschaftlichen Seminar der Universität Heidelberg innerhalb eines DFG-Projektes zur Rekonstruktion sozial-kognitiver und sozial-moralischer Lernprozesse im Rahmen eines demokratisch geregelten Vollzugs als ´just community.´ Von 1996 bis 2003 war sie als wissenschaftliche Assistentin am Institut für Pädagogik der Universität Potsdam tätig. Von 2002 bis 2003 wurde sie mit einem Forschungsstipendium der DFG gefördert. 2002 konnte sich Meike Sophia Baader mit der Schrift Transformationen des Religiösen. Religiöse Dimensionen von Reformpädagogik 1870–1950 an der Humanwissenschaftlichen Fakultät der Universität Potsdam habilitieren. Hier folgte im selben Jahr die Ernennung zur Privatdozentin.
Nach Lehraufträgen an den Universitäten Heidelberg und Zürich
erhielt Meike Sophia Baader im Jahr 2005 die Professur für Allgemeine Erziehungswissenschaft an der Stiftung Universität Hildesheim. Dort leitete sie von 2006 bis 2015 die Abteilung Allgemeine  Erziehungswissenschaft. Seit 2012 ist sie Sprecherin des Graduiertenkollegs Gender und Bildung. 2015 wurde sie Prodekanin des Fachbereichs Erziehungs- und Sozialwissenschaften. Seit Mai 2017 ist Baader Vizepräsidentin für Forschung und Wissenschaftlichen Nachwuchs der Stiftung Universität Hildesheim.
Im April 2007 gehörte sie zu den Mitgründern des Kompetenzzentrums Frühe Kindheit Niedersachsen. Sie ist seitdem in dem Kompetenzzentrum die Sprecherin der Arbeitseinheit Soziale Transformation, Diversität, Care.

## Forschungsbereiche
Zu Baaders Forschungsbereichen zählen unter anderen:
- Kindheitsforschung
- Familienforschung
- Übergänge im Bildungssystem
- Genderforschung
- Diversity
- Historische Bildungsforschung zu den Themenfeldern Kindheit, Jugend und Familie in der Moderne sowie internationale Reformpädagogik
- Erziehung, Bildung und soziale Bewegungen: Revolution von 1848, Reformbewegungen um 1900, 1968 und die Pädagogik, Frauenbewegung
- Religion und Erziehung
- Demokratie und Erziehung

## Mitgliedschaften
- Deutsche Gesellschaft für Erziehungswissenschaft
- Evangelisches Studienwerk Villigst
- Seit 2012: Fachkollegium Erziehungswissenschaft der DFG

## Auszeichnungen
- 2012: Forschungspreis der Stiftung Universität Hildesheim für hervorragende Leistungen in der Forschung

## Zitat
„Nun bestimmen sie als Aktivistinnen die Richtung des Protests. Die Mädchen haben den Klimawandel auch als ein soziales Thema auf die Agenda öffentlicher Aufmerksamkeit gesetzt.“

## Veröffentlichungen

### Monographien
- Die romantische Idee des Kindes und der Kindheit. Auf der Suche nach der verlorenen Unschuld. Luchterhand, Neuwied 1996, ISBN 3-472-02799-1.
- Erziehung als Erlösung. Transformationen des Religiösen in der Reformpädagogik 1880–1950. Juventa, Weinheim /  München 2005, ISBN 978-3-7799-1263-7.
- Wege aus dem Jahrhundert des Kindes. Tradition und Utopie bei Ellen Key. Zusammen mit Sabine Andresen. Luchterhand, Neuwied 1998, ISBN 3-472-03118-2.

### Herausgeberschaften
- Generationen- und Geschlechterverhältnisse in der Kritik: 1968 Revisited. Zusammen mit Rita Casale. Jahrbuch für Historische Bildungsforschung 24/2018. Klinkhardt, Bad Heilbrunn 2018, ISBN 978-3-7815-2248-0.
- Migration und Familie. Historische und aktuelle Analysen. Zusammen mit Petra Götte u. Wolfgang Gippert. Gabler, Wiesbaden 2018, ISBN 978-3-658-15020-4.
- Tabubruch und Entgrenzung. Kindheit und Sexualität nach 1968. Zusammen mit Christian Jansen, Julia König u. Christin Sager. Böhlau, Köln 2017, ISBN 978-3-4125-0793-0.
- Bildung und Ungleichheit in Deutschland. Zusammen mit Tatjana Freytag. Gabler, Wiesbaden 2017, ISBN 978-3-658-14998-7.
- Erinnerungskulturen: eine pädagogische und bildungspolitische Herausforderung. Zusammen mit Tatjana Freytag. Böhlau, Wien / Köln / Weimar 2015, ISBN 978-3-412-22183-6.
- Elementar- und Primarpädagogik. Internationale Diskurse im Spannungsfeld von Institutionen und Ausbildungskonzepten. Zusammen mit Peter Cloos, Katrin Hauenschild u. Irene Pieper. Springer VS, Wiesbaden 2014, ISBN 978-3-658-03810-6.
- Kindheiten in der Moderne. Eine Geschichte der Sorge. Zusammen mit Florian Eßer, Wolfgang Schröer. Campus, Frankfurt am Main 2014, ISBN 978-3-593-50079-9.
- Familientraditionen und Familienkulturen. Theoretische Konzeptionen, historische und aktuelle Analysen. Zusammen mit Petra Götte u. Carola Groppe. Springer VS, Wiesbaden 2013, ISBN 978-3-531-18468-5.
- Sexualisierte Gewalt, Macht und Pädagogik. Zusammen mit Werner Thole, Werner Helsper, Manfred Kappeler, Marianne Leuzinger-Bohleber, Sabine Reh, Uwe Sielert u. Christiane Thompson. Leverkusen-Opladen 2012, ISBN 978-3-8474-0046-2.
- 68 – Engagierte Jugend und Kritische Pädagogik: Impulse und Folgen eines kulturellen Umbruchs in der Geschichte der Bundesrepublik. Zusammen mit Ulrich Herrmann. Juventa, Weinheim / München 2011, ISBN 978-3-7799-1139-5.
- »Seid realistisch, verlangt das Unmögliche!«. Wie 1968 die Pädagogik bewegte. 4. Auflage. Beltz, Weinheim / Basel 2008, ISBN 3-407-85872-8.
- Bildungsgeschichten: Geschlecht, Religion und Pädagogik in der Moderne. Festschrift für Juliane Jacobi zum 60. Geburtstag. Zusammen mit  Helga Kelle u. Elke Kleinau. Böhlau. Köln 2006, ISBN 978-3-412-33405-5.

## Quelle
- Stiftung Universität Hildesheim: Meike Sophia Baader.